# Пантелеев, Юрий Николаевич (футболист)
Юрий Николаевич Пантелеев (1 октября 1956, Ярославль — 1995) — советский футболист, нападающий, полузащитник.

## Биография
Воспитанник группы подготовки при команде «Шинник» Ярославль. В первенстве СССР дебютировал 25 октября 1974 в гостевом матче первой лиги против московского «Локомотива» (2:5), выйдя на замену на 70-й минуте при счёте 1:2. Второй матч в сезоне провёл 28 октября — в домашней игре против «Динамо» Минск (3:3) вышел на замену на 37-й минуте и на 65-й минуте сделал счёт 2:2. Армейскую службу проходил в команде высшей лиги ЦСКА, в 1976 — начале 1977 года провёл 18 матчей, забил один гол. Вернувшись в мае в «Шинник», за два сезона в 66 играх забил 16 мячей. В 1979—1980 годах играл в высшей лиге за московский «Локомотив». В 1981—1986 в первой лиге за «Шинник» сыграл 177 матчей, забил 24 мяча. Затем играл во второй лиге за «Спартак» Кострома (1987), «Сатурн» Андропов/Рыбинск (1987—1989), во второй низшей лиге за «Мерв» Мары (1990). В «Мерве» в 1991 году работал тренером.
Скончался в 1995 году.